# Maria Dorothea Omeis
Maria Dorothea Omeis, gebürtig Rost, verwitwet Pilnhuber (* 4. Dezember 1650 in Sanlúcar de Barrameda, Spanien; † 21. September 1738 in Altdorf bei Nürnberg) war eine deutsche Barock-Lyrikerin und Mitglied des Pegnesischen Blumenordens.

## Leben
Omeis war die Tochter von Wendelin und Anna (geb. Footh) Rost aus Erfurt. Ihr Vater war als Kaufmann in Andalusien tätig. Die aus Deutschland stammenden Eltern sollen bei ihrer Auswanderung nach Spanien heimlich ihrem evangelisch-lutherischen Glauben treu geblieben sein und diesen auch ihrer Tochter weitergegeben haben.
In erster Ehe war sie mit Conrad Pilnhuber aus Altdorf, wahrscheinlich ebenfalls Kaufmann, verheiratet.
1675 reiste Omeis gemeinsam mit ihrem Mann und ihrer Mutter (der Vater war 1662 verstorben) mit dem Schiff zurück nach Deutschland. Die Schiffsreise dauerte insgesamt acht Wochen und gestaltete sich aufgrund eines großen Sturms als beschwerlich und gefährlich. Nachdem das Schiff in Hamburg angelegt hatte, reisten sie weiter nach Altdorf bei Nürnberg. Rund eineinhalb Jahre später, Anfang 1677 verstarb ihr erster Ehemann.
Nach dessen Tod heiratete Omeis am 15. Mai desselben Jahres in zweiter Ehe Magnus Daniel Omeis, Professor der Moral und der Rhetorik in Altdorf. Von 1697 bis zu seinem Tod 1708 stand dieser unter dem Pseudonym Damon II. als Präsident dem Pegnesischen Blumenorden vor.
Es ist überliefert, dass Magnus Daniel Omeis bestrebt war, das literarische Interesse seiner Ehefrau zu fördern. In einem Brief vom 28. Oktober 1679 an Sigmund von Birken gibt er seiner Hoffnung Ausdruck, dass seine Frau die Aufnahme in den Orden „zu mehrerer Außübung so wol der Spanischen als Teutschen Sprache solte anspornen“. So veranlasste Omeis nach der Heirat die Aufnahme von Maria Dorothea in die Gesellschaft. Zwei Jahre nach der Heirat, also ab 1679, gehörte auch sie als Diana die Andere bzw. Diana II. dem Blumenorden an. Bei ihrer Einführung in den Orden erhielt sie die Granatenblüte (Blüte des Granatapfels) mit der Beischrift: „Namensverwandt mit Granadillen“. Dies hatte zweierlei Bedeutung: Einerseits war die Passionsblume (die Passionsfrucht wird auch Granadilla genannt), die Blume des gesamten Ordens. So wurde eine Verwandtschaft der ihr zugeteilten Blume mit der des Ordens erzeugt. Andererseits sollte die Blüte des Granatapfels an ihre andalusische Herkunft erinnern. Diese zweite Bedeutung wurde vermutlich durch den Gleichklang von Granadilla und Granada – eine Stadt in Andalusien – hergestellt.
In einem weiteren Schreiben Omeis' vom 21. Januar 1681 heißt es: „Diana höret die Lectiones von der Teutschen Poesie (aber heimlich im cabinet) auch mit an“. Maria Dorothea Omeis hörte also heimlich – Frauen waren damals an Universitäten nicht zugelassen – die Poetikvorlesung ihres Mannes mit. Dies erinnert an die Geschichte der Universalgelehrten Anna Maria van Schurman, die in einem eigens für sie angefertigten hölzernen Verschlag, der mit Stoff verkleidet war, Vorlesungen am Utrechter Gymnasium mitanhörte.
Zudem ist auch dies wiederum Beleg für Omeis' Bestrebungen, seine Frau zur Dichtkunst anzuleiten.
1689 kam das erste und einzige Kind der beiden zur Welt. Der Knabe verstarb jedoch bald nach der Geburt.
Nach 30 Jahren Witwenschaft verstarb Omeis am 21. September 1738 im hohen Alter von 88 Jahren in Altdorf bei Nürnberg.
Asterio II. (wohl Johann Friedrich Stoy) hat im Namen der Gesellschaft eine Trauerode auf sie verfasst.

## Werk (Auswahl)
- Omeis hat eine geistliche Betrachtung im Poetischen Andachtsklang verfasst: Herr/ diese Zeit ist mein und dein (Vom rechten Brauch der Zeit. Erquick-Stund XI. Betrachtung). Gedicht in: Der geistlichen Erquick-Stunden des Doctor Heinrich Müllers. Poetischer Andacht Klang von denen Blumengenossen verfasset. 2. Aufl. Nürnberg: Felsecker, 1691, S. 62–63.[9]
- Der Joseph sahe dort im Traum den Mond/ die Sonn’. Gedicht in: Die Betrübte Pegnesis. Hrsg. von Martin Limburger. Nürnberg: Fraberg, 1684, S. 108.[10] In Die Betrübte Pegnesis trauern die Pegnitz-Schäferinnen und -Schäfer um ihren verstorbenen Präsidenten Sigmund von Birken  (Floridan).[11]
- Sie reiche mir den Arm und Hand. Gedicht in: Amarantes (= Johann Herdegen). Historische Nachricht von deß löblichen Hirten- und Blumen-Ordens an der Pegnitz Anfang und Fortgang. Nürnberg: Riegel, 1744, S. 589f.[12] Gedicht an Dorothea Lang bekannt, als diese – als Doris – selbst auch in den Blumenorden aufgenommen wurde.
- Hochzeitsschrift für Anna Maria Nützel (Amarillis): ES Nutzt und ziert der Majoran. In: Magnus Daniel Omeis: Der Nützliche Baumgarten an dem Hochfeyerlichen Myrten-Fest Des WolEdel-Preißwürdigen Zelinto und Der gleich-WolEdeln ... Pegnitz-Nymfen Amarillis Altdorf: Meyer, 1681. S. 117–118.[13] Darin ist auch das Begrüßungs- und Aufnahmegedicht von Amarillis durch Maria Dorothea Omeis (Diana) Edel-schöne Amarill enthalten.